# 王葆琛
王葆琛，奉天奉天府承德縣人，清朝政治人物、同進士出身。
光緒十二年（1886年），参加光緒丙戌科殿試，登進士三甲62名。同年五月，著交吏部掣签，分发各省以知县即用。